# Османське завоювання Лесбоса (1462)
Османське завоювання Лесбоса — захоплення острову Лесбос у вересні 1462 року армією та флотом Османської імперії під особистим керівництвом султана Мехмеда II Завойовника. Османська армія взяла в облогу столицю острова Мітилену. Після недовгого спротиву Мітилена капітулювала, після чого під османський контроль перейшли й інші фортеці острова. Ця подія поклала кінець столітньому існуванню напівнезалежного генуезького володіння, яке родина Гаттілузіо з середини XIV століття заснувала на островах у північному сході Егейського моря, і стала одним з поштовхів до початку Першої османсько-венеційської війни наступного року.
У середині XIV століття родина Гаттілузіо заснувала на Лесбосі автономне володіння (сеньйорію) під сюзеренітетом Візантії. До 1453 року до домену Гаттілузіо входили більшість островів у північно-східному Егейському морі. Однак після падіння Візантійської імперії в 1453 році, Мехмед II почав скорочувати володіння Гаттілузіо. До кінця 1456 року в руках генуезької родини залишився лише стрів Лесбос, який був змушений спачувати султану щорічну данину. У 1458 році в результаті перевороту Нікколо Гаттілузіо захопив контроль над островом у свого брата і почав готуватися до можливого нападу Османської імперії. Однак, незважаючи на його заклики, інші західні держави не поспішали надати йому допомогу. Мехмед II розпочав свій похід на Лесбос у серпні 1462 року, і 1 вересня османи висадилися на острові. Після кількох днів сутичок османи встановили свою артилерію і почали обстріл замку Мітилени. На восьмий день османи захопили укріплення гавані, а ще через два дні вони захопили нижнє місто Меланудіон. У цей момент серед захисників спалахнула паніка, і вони втратили волю до продовження опору. Нікколо Гаттілузіо здав замок і решту острова 15 вересня, в обмін на обіцянки зберегти життя і надати маєтки еквівалентної вартості. Його доставили до Константинополя, де він прийняв іслам але незабаром був задушиений. Незважаючи на обіцянки османів зберегти життя захисників, багато з них було страчено, а значна частина жителів була вивезена в якості рабів та слуг в султанському палаці або щоб допомогти заселити Константинополь. Османське панування на Лесбосі тривало з незначними перервами до 1912 року.

## Передумови

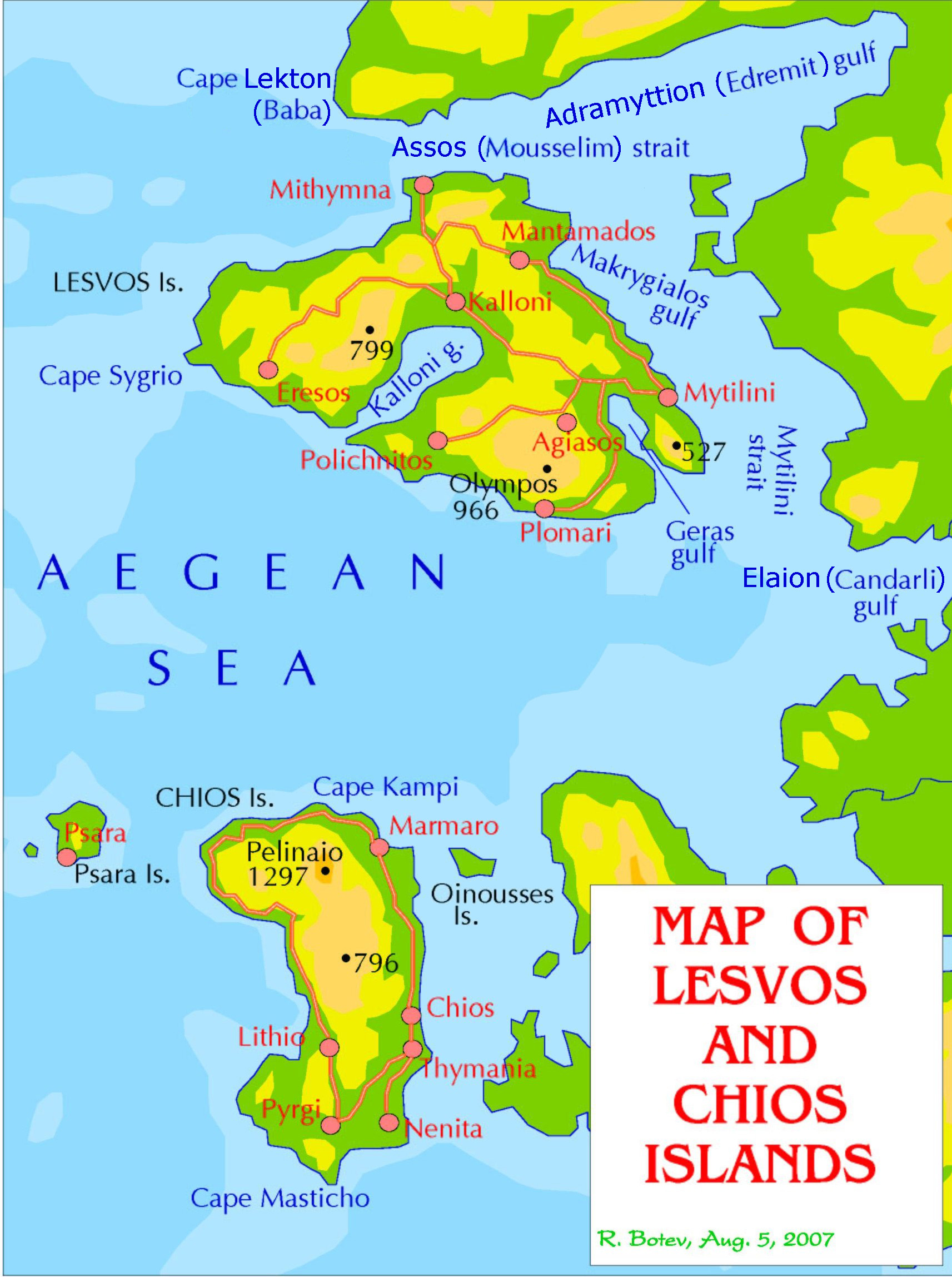
Сучасна карта островів Лесбос (зверху) і Хіос (внизу).

У середні віки острів Лесбос належав Візантійській імперії. У 1090-х роках острів ненадовго окупував тюркський емір Цахас. У XII столітті острів став частим об'єктом грабіжницьких нападів Венеційської республіки. Після Четвертого хрестового походу (1202—1204) острів відійшов до Латинської імперії, але десь після 1224 року був відвойований грецькою Нікейською імперією і згодом увійшов до відновленої Михаїлом Палеологом Візантійської імперії. У 1354 році його було надано в якості візантійського феоду генуезцю Франческо I Гаттілузіо. Представники родини Гаттілузіо також правили Фокеєю на материковій частині Анатолії та містом Енос на узбережжі Фракії, а до 1430-х років, з різким занепадом влади Візантії, вони також захопили острови Тасос і Самофракію, а після падіння Константинополя у 1453 році Гаттілузіо скористалися нагодою, щоб захопити острів Лемнос,.
Захоплення Константинополя в 1453 році молодим і амбітним османським султаном Мехмедом II Завойовником стало поворотним моментом для всього регіону.  Султан активно розширював території свої володінь і став вимагати від правителів Лесбосу щорічної данини в розмірі 3000 золотих монет і ще 2325 золотих монет за Лемнос. Положення васалу було підтверджено в 1455 році, коли османський флот під керівництвом Хамзи-бея здійснив подорож по островах східного Егейського моря. Доменіко Гаттілузіо, що нещодавно замінив свого батька на посаді правителя Лесбосу, послав свого грецького секретаря, історика Дукаса, зустріти флот з багатими подарунки та доказами дружби та відданості. Проте, коли цього ж року, невдовзі після візиту Хамзи, Гатталусіо відправив Дукаса до султана зі звичайною даниною, Дукасу передали вимогу, щоб сам Доменіко прибув до Мехмеда для підтвердження своїх васальних прав. Доменіко погодився, але був змушений поступитися Тасосом, прийняти збільшення данини за Лесбос до 4000 золотих монет і зобов'язався переслідувати каталанських піратів, які населяли анатолійський берег навпроти Лесбосу.

Це не завадило султану захопити Фокею в грудні цього ж року та у січні 1456 року напасти на володіння двоюрідного брата Доменіко, Доріно II Гаттілузіо. Сам Мехмед захопив острів Інусе біля Лесбосу, а його адмірал Юнус-паша — острови Імброс і Самофракія біля гирла протоки Дарданелли. Лемнос, яким керував молодший брат Доменіко Нікколо Гаттілузіо, також був втрачений, коли навесні 1456 року місцеве населення повстало і закликало на допомогу османів. Сам Лесбос поки що був позбавлений тієї ж долі, частково через загальне безсилля цієї християнської держави в Егейському морі, що не становила безпосередньої загрози для османів, а частково через те, що увага Мехмеда була звернута на північ, де він вів війни з Сербією та Угорщиною. Восени 1456 р. папська ескадра під керівництвом кардинала Людовіко Тревізана захопила острови Лемнос, Тасос і Самофракія . Хоча Гаттілузіо не мали жодного відношення до цієї атаки, влітку 1457 року Мехмед відправив свій флот атакувати Лесбос. Проте атака османів на друге за розміром місто острова Метимну зазнала невдачі завдяки рішучого опору захисників, яким допомагали кораблі флотилії Тревізана.

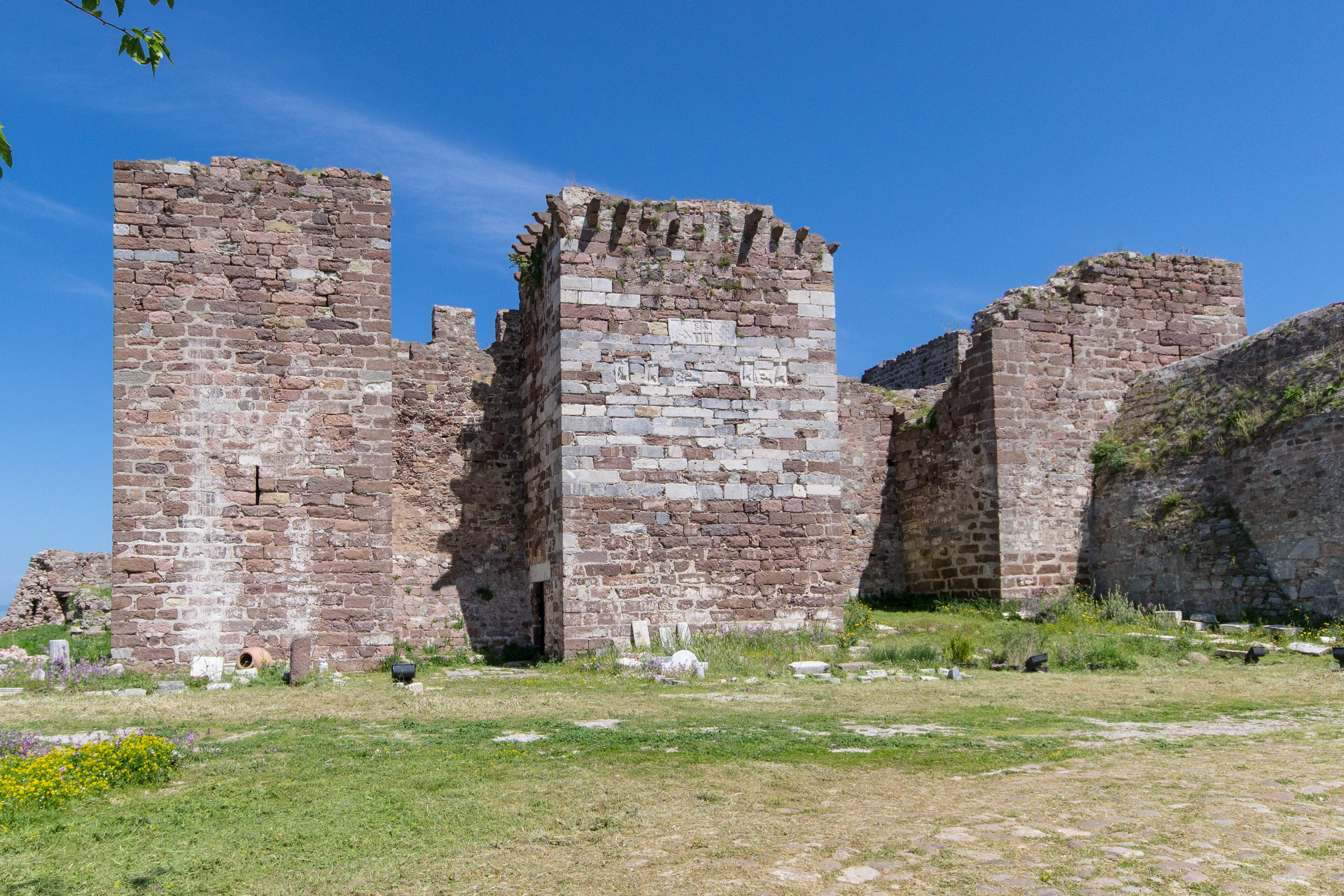
Башти фортеці Мітилени

Наприкінці 1458 року Нікколо Гаттілузіо, який після втрати Лемноса знайшов притулок у свого старшого брата Доменіко на Лесбосі, скинув і задушив Доменіко, узурпувавши владу над островом. Поряд з терпимістю Нікколо до піратської діяльності каталонців, це послужило ідеальним приводом для Мехмеда захопити Лесбос. Готуючись до майбутньої кампанії, султан збільшив свій флот та розпочав масштабні роботи навколо Константинополя та Дарданеллів, щоб забезпечити для нього безпечну і неприступну базу. Нікколо Гаттілузіо послав кількох посланців, щоб шукати допомоги від Генуї, папства та інших європейських держав, але безрезультатно. Політичне суперництво між генуезькими сім'ями призвело до того, що ані метрополія, ні сусідня генуезька колонія Хіос, яка раніше зобов'язувалася надати 300 чоловік у випадку, якщо Лесбос опинится під загрозою османського нападу, не бажали прийти на допомогу Гаттілузіо. Тим не менш, Нікколо, за словами Дукаса, подбав про зміцнення Мітиленського замку, накопичуючи припаси та створюючи земляні укріплення — вали, рови та траншеї. Імовірно, саме ця діяльність стала приводом для напису на стінах замку, датованого 1460 роком .
Тим часом, в 1459 році османам вдалося повернути острови, захоплені Тревізаном, а в наступному році вони остаточно підкорили візантійський Морейський деспотат, закріпивши свій контроль над материковою Грецією. Останній деспот Мореї і прихильник османів Димитрій Палеолог, отримав від імперії колишні домени Гаттіузіо в якості апанажу.

## Завоювання Лесбосу

### Сили сторін
У серпні 1462 року Мехмед переправився до Анатолії. Після відвідування руїн Трої — де, за словами Крітобула, він надихнувся ідеєю вважати себе месником за поразку, завдану греками стародавнім троянцям — він рушив до Ассоса, на березі навпроти Лесбосу. Тогочасний звіт госпітальєрів, написаний кількома тижнями по тому, говорить, що його армія налічувала 40 000 чоловік. Військо супроводжував могутній флот на чолі з Махмуд-пашою. Джерела різняться щодо розмірів та складу османського війська: в обліку госпітальєрів записані 8 кораблів, «озброєних облоговими машинами» (ймовірно, гарматами), 25 галер і 80 менших суден; римо-католицький архієпископ Мітилени Бенедетто в листі записує 5 озброєних кораблів, 24 галери і 96 фуст ; Стефано Маньо пише про 6 озброєних кораблів, 12 галер і 47 фуст ; Дукас записує 7 транспортних суден і 60 галер; Laonikos Chalkokondyles фіксує 25 галер і 100 менших суден; венеційські звіти говорять про 65 суден загалом, а Крітобулос збільшує їхню кількість до 200 
Дукас вважає, що кількість захисників складала 5000, але архієпископ Бенедетто стверджує, що було присутні лише 1000, серед них 70 лицарів госпітальєрів і 110 каталонських найманців. За словами Дукаса, у місті Мітилена проживало близько 20 000 цивільного населення. Захисники і далі сподівалися на допомогу венеційців. Венеційський флот під командуванням Вітторе Каппелло знаходився неподалік на Хіосі, але його командувач отримав суворі інструкції не робити нічого, що могло б спровокувати війну з османами. Після початку облоги Каппелло зі своїми 29 галерами поплив у напрямку Лесбосу і міг легко розгромити турецький флот, екіпаж якого зійшов на берег, щоб допомогти в облозі, але утримався від цього .

### Облога Мітиліни
1 вересня флот під керівництвом Махмуд-паші прибув на острів, ставши на якір у гавані Святого Георгія. Нікколо послав послів, щоб дізнатися про причину їхнього візиту, оскільки він продовжував регулярно платити данину. Махмуд-паша у відповідь зажадав здати Мітилену і весь острів. Сам Мехмед зі своєю армією переправився на острів через Агіасматі і повторив свою вимогу Нікколо, але той відповів, що підкориться лише силі. Тоді Махмуд-паша переконав султана повернутися в Анатолію, щоб венеційський флот не відрізав його на Лесбосі і залишити облогу йому.
Османський адмірал висадив рейдерів, які спустошили сільську місцевість, але захопили небагатьох жителів, оскільки більшість переховувалась у фортецях острова. Через чотири дні прибули шість великих гармат, кожна здатна стріляти ядрами вагою понад 70 фунтів (320 кг). Три з них були розміщені на миловарнях біля міської стіни, одна у церкви Св. Миколая, одна у церкви Св. Калі та одна у передмісті навпроти барбакану, яку утримували монахи і лицарі-госпітальєри. Перед ними нагромадили каміння, щоб захистити від вогню захисників. Обстріл тривав десять днів і завдав великої шкоди стінам: вежа Богородиці та прилегла частина стін були зруйновані. В той же час гармата біля церкви Св. Миколая вела настільки ефективний вогонь проти вежі, що охороняла гавань, що жоден захисник не наважився підійти до неї. Напівзруйновану вежу турки захопили на восьмий день і підняли на ній свої червоні прапори.
Відтак османи зосередили свої зусилля проти нижнього замку, відомого як Меланудіон. Його захищав двоюрідний брат Нікколо, Лукіно Гаттілузіо. Його досвідченіші лейтенанти радили підпалити і покинути замок, щоб турки не захопили його і не використали в подальшому для штурму цитаделі. Однак Лукіно наполягав, що вони зможуть утримати позиції. Він справді тримався п'ять днів проти регулярних османських нападів, хоча одного разу туркам вдалося піднятися на стіни і захопити арагонський прапор в якості трофею. Однак наступного дня масований штурм 20 000 османів прорвав оборону міста і залишки захисників відступили в цитадель. Сам Лукіно ледве врятувався з мечем у руках, і його повідомлення про те, що османська армія вже в місті нажахало населення, яке знайшло притулок у цитаделі.
Їхню паніку посилили постріли величезної мортири, які знищували цілі будинки разом з тими, хто в них укривався, і відігнали захисників від стін, так що їх довелося схиляти великими сумами грошей, щоб витримати вогонь османської артилерії та усувати проломи в стінах. В результаті поширення чуток, що Лукіно та комендант замку показали Махмуд-паші слабкі ділянки стіни, дисципліна серед захисників замку повністю занепала. Солдати проникали до складів і грабували їх, напиваючись вином і знищуючи провізію, яка дозволила б замку протриматися протягом року. Коли яничари рушили до проломів, вони зустріли лише слабкий опір. Як коментує Вільям Міллер, «хоча це місце було добре забезпечене продовольством та військовими запасами, йому бракувало хороброго й досвідченого керівника, який би вселяв в гарнізон ентузіазм», і після наради захисники вирішили капітулювати султану за умови, що їх життя та майно будуть збережені

### Здача та наслідки

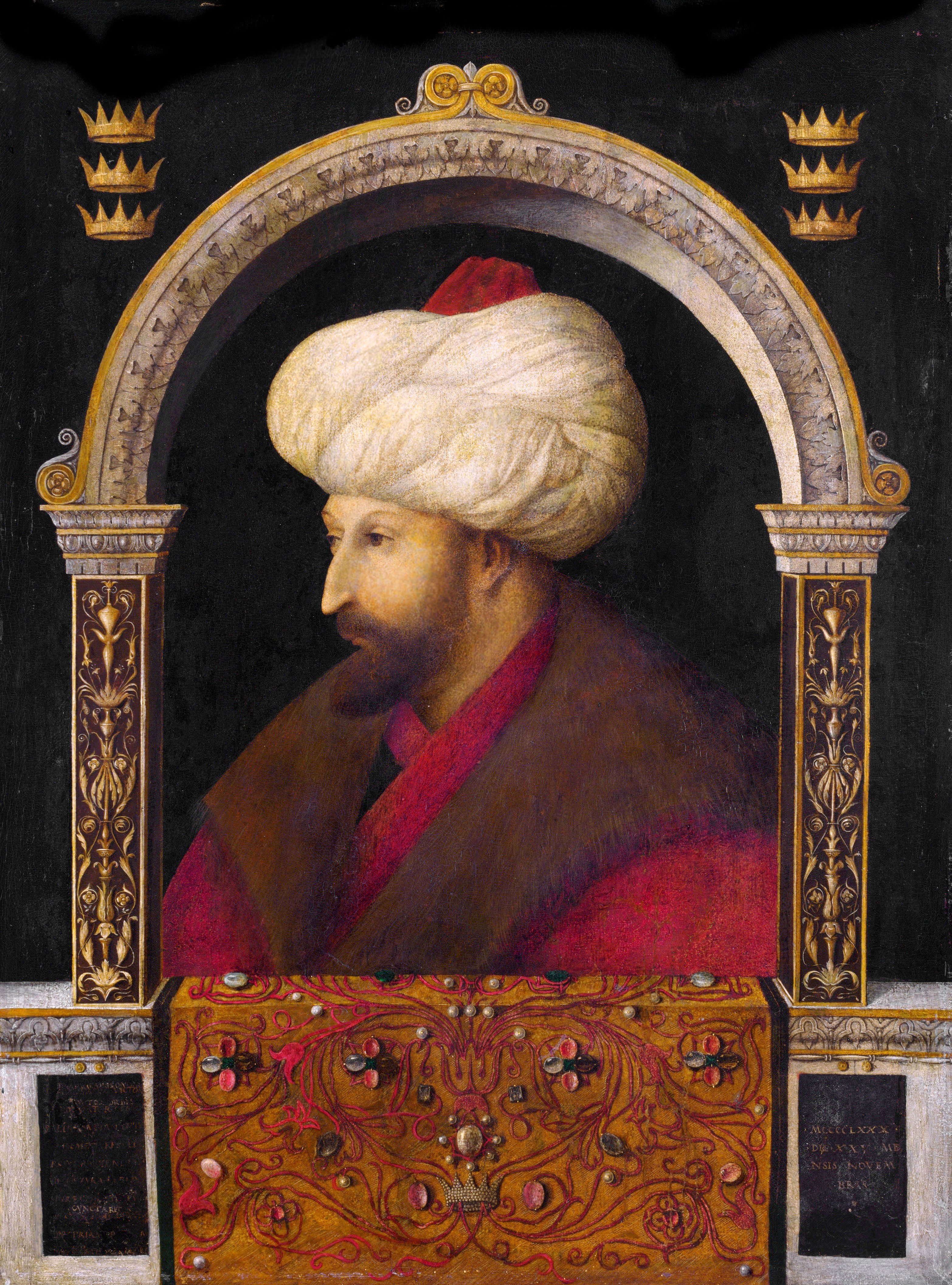
Портрет Мехмеда II роботи Джентіле Белліні

Махмуд-паша склав документ, в якому були викладені умови капітуляції, і поклявся своїм мечем і головою султана, що їхнє життя буде в безпеці. Нікколо також вимагав, щоб йому в нагороду надали домен еквівалентної вартості. Дізнавшись про капітуляцію, Мехмед знову переправився на острів, де пробув чотири дні. У супроводі вельмож Мітилени Нікколо передав ключі від фортеці султану і попросив у нього прощення. Мехмед погодився і доручив йому здати також інші форти на острові — Мітимну, Ерессос і Ая Теодору (ймовірно, поблизу Антисси). Нікколо погодився, надіславши листа зі своєю печаткою до фортів, закликаючи їхні гарнізони підкоритися  . Гарнізон Айї Теодора відправив емісарів до керівника венеційського флоту Вітторе Каппелло, пропонуючи замість цього передати форт Венеції, але той відмовився Дозволивши своїм військам відсвяткувати перемогу на бучному бенкеті, під час якого були спалені будинки, що залишилися в кварталі Меланудіон, Мехмед залишив на острові гарнізон в складі 200 яничар і 300 азапів (нерегулярних піхотинців) і передав його під управління перському шейху Алі аль-Бістамі
Хоча життя всіх людей на острові було гарантовано, близько 300 італійських солдатів були страчені як пірати. Їх розрізали навпіл — султан, як повідомляється, зауважив, що таким чином виконує обіцянку Махмуд-паші захисникам «залишити їхні голови на плечах». Спочатку цивільне населення не постраждало, але 17 вересня мешканцям Мітилени було наказано пройти колоною перед султаном і трьома писарями, які записали їх імена: близько 800 хлопчиків і дівчаток було відібрано для служби в султанському палаці, включаючи знамениту прекрасну сестру Нікколо Марію, яка потрапила до гарему султана, та її сина Алексіоса, який став пажем у палаці. Решта населення поділялася на три частини: біднішим і найслабшим мешканцям дозволялося залишатися в своїх домівках, найсильніших і здорових продали з аукціону як рабів яничарам, а третя частина, в тому числі знать острова, були відправлені для заселення нещодавно завойованого Константинополя. Загалом близько 10 000 жителів острова були насильно вивезені зі своїх домівок, деякі з них загинули на переповнених кораблях, які доставляли їх до Константинополя та невільничих ринків. Сам Нікколо Гаттілузіо також був доставлений до Константинополя разом зі своїм двоюрідним братом Лукіно. Він прийняв іслам, намагаючись врятувати своє життя, але незабаром був задушений за наказом Мехмеда.

## Подальша доля острова
Коли наступного року розпочалася Перша османсько-венеційська війна, колишні володіння Гаттілузіо стали однією з перших цілей для нападів християнських флотів. У квітні 1464 року венеційці під керівництвом Орсато Джустініано взяли в облогу Мітилену, але були змушені відступити після шести тижнів безрезультатних атак, забравши з собою якомога більше християнських жителів. Хоча венеційцям вдалось захопити Лемнос у 1464 році, а потім Імброс, Тенедос і Самофракію, ці завоювання виявилися ефемерними, оскільки вони були або знову захоплені османами, або передані ним на умовах мирної угоди, що була укладена по завершенні війни.
Острів залишався під владою Османської імперії чотири з половиною століття, поки не був захоплений 22 листопада 1912 року Грецьким королівством  під час Першої Балканської війни.